# Isla de Nelson (Egipto)
La isla de Nelson es una isla situada en la bahía de Abū Qīr, frente a la costa de Alejandría, en el país africano de Egipto. Se trata de un sitio usado por los locales para ir de pícnic y para realizar actividades de recreación, y es donde se encuentra un grupo de tumbas británicas que data de las guerras napoleónicas. Fue llamada así por Horatio Nelson un conocido almirante británico.

## Arqueología
En el año 2000, el arqueólogo italiano Dr. Paolo Gallo descubrió una serie de tumbas en la isla. Las excavaciones e investigaciones realizadas (en colaboración con el historiador británico Nick Slope) determinaron que las tumbas databan de la Batalla del Nilo de 1798, y de otra batalla realizada en tierra firme en 1801. Los restos de diversos oficiales británicos, marineros, mujeres y niños, fueron encontrados allí.